# Реньє де Юї
Реньє де Юї, або Реньєр де Гюї (фр. Renier de Huy) — металообробник і скульптор XII століття, якому приписують головний шедевр мааського мистецтва, хрестильну купіль у церкві святого Варфоломія, Льєж, Бельгія, 1107–18. Долина річки Маас в сучасних Бельгії та Франції, що збігалася приблизно з Льєзькою єпархією, була провідним центром романської металообробки XII століття, що й досі є найпрестижнішим видом мистецтва[джерело?]. Про життя Райнера нічого невідомо, крім того, що згадується «Reinerus aurifaber» в статуті єпископа Льєжа, що стосується церкви в Юї 1125 року, але Хроніка Льєжа XV століття згадує його як художника купелі. Він, можливо, помер близько 1150 року. Інший не менш тіньовий автор мааських металовиробів наступного покоління, Godefroid de Huy / de Claire, також походив з маленького, але процвітаючого міста Юї на Маасі.